# Need for Speed: High Stakes
Need For Speed: High Stakes, conocido como Need for Speed: Road Challenge en Europa, es un videojuego de carreras desarrollado por Electronic Arts y lanzado en el verano de 1999, incluye coches como automóvil deportivo, Automóvil superdeportivo y de Gran turismo (automóvil); fue el último videojuego de PC que permitía dos jugadores a la vez.
Se clasificaban los coches empezando por Clase B (siendo estos los más lentos) hasta la más alta Clase AAA (en el que estaban los coches más veloces más un coche irreal) además la IA del juego era más avanzada que el anterior, ya que las IA conocidas como Gotcha (Nemesis), Bully y otras presentaban características diferentes en el manejo (Gotcha podía perseguir al jugador si este lo molestaba y Bully mostraba un estilo más agresivo y ocasionalmente atacaba el vehículo del jugador), otra innovación es la adicción de efectos de luz en las carreras nocturnas y sobre todo, la introducción de daños al coche (mientras más daño sufra el coche menos efectivo es). Esta versión fue la base de muchas versiones, incluyendo muchos efectos Tridimensionales, debido a la similitud con Need for Speed III: Hot Pursuit muchos lo consideran como una actualización de la misma, incluso muchas pistas del Hot Pursuit estaban disponibles en la versión PC del juego.

## Coches
Entre los siguientes coches que se destacan, se separan por clases; siendo Clase B (los más lentos), Clase A (los moderados), Clase AA (un poco más rápidos) y los Clase AAA (los coches de mucha velocidad máxima y de una gran aceleración). Los coches Bonus son una versión mejorada de los modelos originales, muy similares a los coches de carreras Rally.

### Clase B
- BMW Z3 Roadster E36.
- Mercedez-Benz SLK 230 Kompressor (R170).

### Clase A
- Aston Martin DB7[1] (descarga desde la página oficial).
- BMW Z3 M Coupe E36 (descarga desde la página oficial).
- BMW Z3 M Roadster E36[2] (descarga desde la página oficial).
- Chevrolet Camaro Z28 (4.ª generación).
- Bonus Chevrolet Camaro Z28 (se desbloquea al jugar la modalidad fácil del Torneo).
- Chevrolet Corvette C5.
- Ford Falcon XR8 AU I[3] (descarga desde la página oficial).
- HSV GTS VT[4] (descarga desde la página oficial).
- Jaguar XKR X100.
- Pontiac Firebird Trans Am.

### Clase AA
- BMW M5 E39.
- Ferrari 550 Maranello F133.
- Ferrari F50 F130.
- Ferrari 360 Modena F131[5] (descarga desde la página oficial).
- Lamborghini Diablo SV.
- Mobil 1 Holden Racing Team VT Commodore[6] (descarga desde la página oficial).
- Nissan Skyline GTR-R34 V-spec I (solo en la versión japonesa).
- Porsche 911 Turbo 993.
- Bonus Porsche 993 (se desbloquea al jugar la modalidad medio del Torneo).

### Clase AAA
- McLaren F1 GTR Short Tail.
- Mercedes-Benz CLK-GTR W297.
- Jaguar XJR-15[7] (descarga desde la página oficial).
- Lister Storm[8] (descarga desde la página oficial).
- La Niña (Automóvil superdeportivo irreal, se desbloquea al jugar la modalidad difícil del Torneo).

### Coches de la policía
Entre los siguientes coches fueron seleccionados algunos de diferentes Clases y fueron cambiados a modo policial. Hay otros coches policiales que no entran en ninguna clasificación.
Clase B
- Pursuit SV 99.

Clase A
- Pursuit Corvette C5.
- Pursuit Camaro (se desbloquea en persecución Clásica).

Clase AA
- Pursuit BMW M5.
- Pursuit Diablo SV (se desbloquea en persecución Huida).
- Pursuit Porsche 911 Turbo.

Clase AAA
- Pursuit La Niña (coche irreal, se desbloquea en persecución Atrapado en el Tiempo).

Sin Clasificación
- Police Caprice coche de mezcla entre Clase B y Clase A, debido a su manejo y velocidad máxima pero su aceleración es deficiente.

- Police Utility Vehicle SUV policial, posiblemente Clase A debido a su aceleración y manejo pero la velocidad máxima tiene poco rendimiento.

- Police Sedán coche de mezcla entre Clase A y Clase AA, debido a su gran rendimiento en velocidad máxima pero su aceleración y manejo son deficientes.

- Police Hatchback coche de mezcla entre Clase B y Clase A, debido a su potencia en velocidad máxima pero su manejo y aceleración son deficientes.

## Circuitos
En todos los circuitos aparecen 5 policías en total en el que están repartidos en diferentes zonas, como piloto aparecen 4 policías iguales y el último es un policía de persecución (un Pursuit), o como policía, tus contrincantes serán dependiendo de la clase de policía de persecución que elijas (y apareces detrás de tus contrincantes) y solo serán 3 policías iguales y otro policía de persecución diferente a los demás. Además si se juega en esta modalidad, el jugador puede cambiar entre los diferentes coches patrulla del circuito que se elija. Los circuitos de Raceway son autódromos, no son a campo abierto como los demás circuitos. A continuación los circuitos con sus 5 policías:
- Celtic Ruins (SCO):

— 4 coches Pursuit BMW M5 y un coche Pursuit Porsche 911 Turbo.
- Landstrasse (GER):

— 4 coches Pursuit BMW M5 y un coche Pursuit Porsche 911 Turbo.
- Dolphin Cove (EE. UU.):

— 4 coches Police Caprice y un coche Pursuit Camaro.
- Kindiak Park (CAN):

— 4 coches Police Utility Vehicle y un coche Pursuit Camaro.
- Route Adonf (FRA):

— 4 coches Pursuit BMW M5 y un coche Pursuit Corvette C5.
- Durham Road (ING):

— 4 coches Pursuit BMW M5 y un coche Pursuit Diablo SV.
- Snowy Ridge (EE. UU.):

— 4 coches Police Utility Vehicle y un coche Pursuit Corvette C5.
- Raceway (IT):

- Solo disponible en modo Carrera Rápida y en Carrera Profesional.
- Raceway 2 (EE. UU.):

- Solo disponible en modo Carrera Rápida y en Carrera Profesional.
- Raceway 3 (ES):

- Solo disponible en modo Carrera Rápida y en Carrera Profesional.
- Hometown y Country Woods (EE. UU., solo disponible en la versión de PC):

— 4 coches Police Sedán y un coche Pursuit Corvette C5.
- Redrock Ridge y Lost Canyons (EE. UU., solo disponible en la versión de PC):

— 4 coches Police Hatchback y un coche Pursuit Diablo SV.
- Atlantica y Aquatica (EE. UU., solo disponible en la versión de PC):

— 4 coches Police Caprice y un coche Pursuit Camaro.
- Rocky Pass y Summit (CAN, solo disponible en la versión de PC):

— 4 coches Police Utility Vehicle y un coche Pursuit Porsche 911 Turbo.
- Empire City (EE. UU., solo disponible en la versión de PC):

— 4 coches Police Caprice y un coche Pursuit Diablo SV.

## Modo de juego
En este juego se puede elegir que los circuitos sean de día o de noche, que esté lloviendo o no, número de vueltas, el sentido que quieres ir, y la simétrica (la pista en modo espejo). También explica sobre las pistas de carreras, puedes elegir tráfico o no, pero no se puede elegir que los oponentes sean agresivos o no, ellos ya actúan dependiendo de cómo el o los jugadores los traten.
El juego también cuenta con un comparador que te indica que es mejor cada vehículo contra otro y con un escaparate; en la que un narrador te cuenta la historia del vehículo seleccionado y puedes ver fotos del vehículo tanto por dentro como por fuera.
- Carrera Simple: Corre en un circuito con asistencia activa o no (se refiere a daños en el coche).

- Persecución: Llega a ser el mejor policía o el más buscado de tres formas diferentes: En la Clásica, Huida y Atrapado en el Tiempo. Gana coches policiales extras.

- Clásica: Como piloto, evita que te arresten para ser el más buscado. Como policía, cumple tu cuota de arrestos para ser el mejor policía.
- Huida: Como piloto, intenta que te arresten lo más tarde posible. Como policía, encuentra y arresta a los pilotos lo antes posible.
- Atrapado en el Tiempo: Como piloto, termina la carrera antes que se acabe el tiempo. Como policía, evita que los participantes acaben la carrera antes que se acabe el tiempo.
- A Muerte: 8 coches, 7 carreras y el último en llegar se queda fuera. Puedes ganar pistas extras (en las que se encuentran Raceway, Raceway II, Raceway III; disponibles únicamente en Carrera Simple).

- Torneo: Compite a los puntos en series de 8 carreras. Gana coches extras.

- High Stakes: Es la versión para PlayStation, dos jugadores conectan sus Memory Cards con alguna partida del juego guardada. Cada jugador escoge el coche con el cual quieren competir. El jugador que gane la carrera también ganará el coche del jugador que sea derrotado.

### Modo Carrera Profesional
También cuenta con un modo Carrera Profesional en que el jugador compite entre los circuitos establecidos para ganar dinero, adquirir coches y ganar trofeos.
Solo en esta modalidad cuentas con un efectivo $230.000 en el que solo alcanza para comprar coches de Clase B que cuestan $180.000 ya que los coches Clase A sobresalen del efectivo que te dan; y a medida que vayas ganando suficiente dinero puedes comprar coches de más clase, reparar el o los coches que has usado, y darle mejoras para que tengan un mejor rendimiento. Además cuentas con una modalidad que te beneficia "Robale el Coche a tu Rival"; una carrera en circuito de una cierta cantidad de vueltas con un solo oponente en el que el jugador que llegue de primero se queda con el coche del contrincante.
Dependiendo del nivel de mejora que tenga tu coche (generalmente de Nivel 2 o Nivel 3) aparecen coches de una clase mayor que el que conduces pero solo con mejoras de Nivel 0 (el coche original que se compró) o Nivel 1 máximo pero son fáciles de pasar.
En la penúltima competencia por el trofeo se desbloquea unos "Códigos de Ayuda" que te permite desbloquear todas las pistas, coches extras (sin necesidad de haber corrido en carreras de Torneo, A Muerte y Persecución) y darle algunas mejoras a tu coche.